# Кероване серце
У книзі «Кероване серце: комерціалізація людських почуттів» (1983) Арлі Рассел Гохшильд досліджує вплив соціальних ситуацій на емоції на прикладі бортпровідників та інкасаторів.
2003 року вийшло ювілейне видання до 20-річчя книги з новою післямовою авторки. Пізніше, у 2012 році, її було перевидано з новою передмовою. Книга перекладена німецькою (Campus Press), китайською (Laureate Books, Тайбей, Тайвань), японською (Sekai Shisosha, Кіото, Японія), польською (PWN) та французькою (La Découverte, 2017) мовами. Концепція емоційної праці Гохшильд є основоположною, і такі вчені, як Сара Дж. Трейсі та Стівен Файнман, розвинули її.

## Теоретичні основи
Ця книга розширює теоретичні концепції Гохшильд, вперше описані у 1979 році. Використовуючи драматургічну теорію Гоффмана, вона показує, як соціальні ситуації диктують різні емоційні норми. Коли відчуття людини не відповідають цим нормам, вона використовує когнітивні, тілесні чи експресивні техніки для узгодження. Поверхнева акторська гра полягає у симуляції необхідних почуттів через мову тіла, міміку та тон голосу. Ці правила варіюються залежно від соціальної групи.

## Емоційна праця на робочому місці

### Бортпровідники
Основою прикладу Гохшильд є емоційні норми, що висуваються до бортпровідниць: для забезпечення позитивного досвіду пасажирів вони мають бути спокійними та бадьорими.

### Колектори рахунків
На відміну від очікуваної ввічливості бортпровідників, професійні стандарти колекторів вимагали підозрілого ставлення до боржників для ефективного стягнення платежів. Їх змушували принижувати боржників, підносячи себе, вдаючись до когнітивних і вербальних маніпуляцій, щоб обманути їх або придушити співчуття, навіть якщо вони не підтримували компанію, від імені якої стягували борги.

## Рецепція та вплив
Книга Гохшильд зробила значний внесок у символічний інтеракціонізм та соціологію емоцій, вплинувши на праці таких дослідників, як Ненсі Віттьєр [2] та Карі Норгаард.
1983 року книга отримала премію Чарльза Кулі від Американської соціологічної асоціації та була відзначена премією К. Райта Міллса.